# Polabí

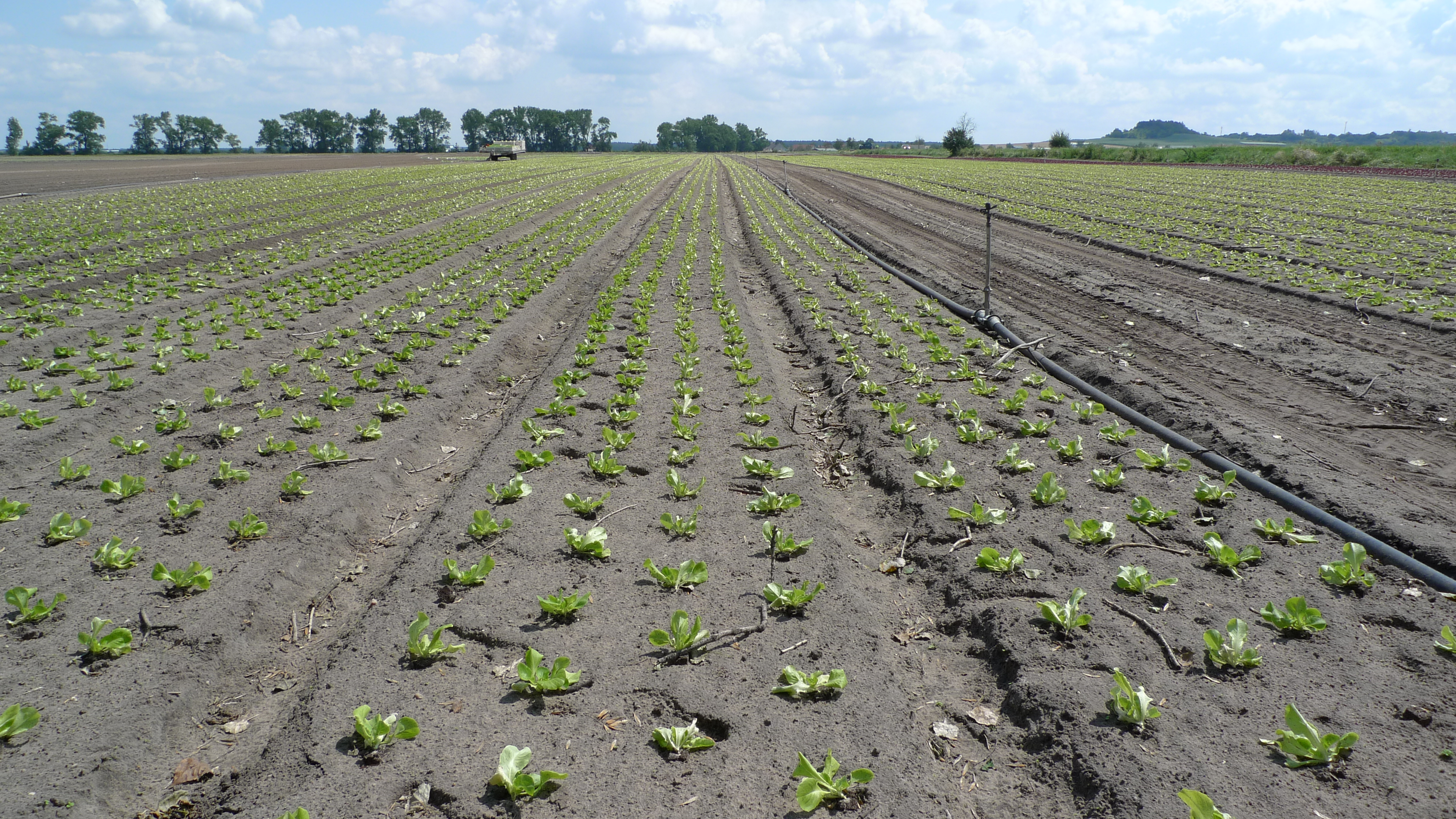
Zemědělská výroba v Polabí (Přerov nad Labem)

Polabí je území v Čechách podél řeky Labe zhruba mezi městy Jaroměř a Lovosice (v užším pojetí jen po Štětí). Jde o neformální označení bez přesného územního vymezení. Někdy se také označuje jako Polabská nížina. Díky kvalitní půdě a příznivým klimatickým podmínkám je intenzivně zemědělsky využívané. Část dolního Polabí je také někdy označována souslovím Zahrada Čech.

## Geografické pojetí
Polabím se chápe široký úval řeky Labe v Čechách, tvořený rovinou nebo mírnou pahorkatinou o nadmořské výšce mezi 150 a 300 metry. Geologicky a geomorfologicky je součástí České tabule, spadá do teplé a suché klimatické oblasti. Prostírá se na severovýchodě Středočeského kraje (v okresech Kolín, Kutná Hora, Mělník, Mladá Boleslav, Nymburk, Praha-východ), na východě přesahuje do krajů Královéhradeckého a Pardubického, na západě do Ústeckého (okres Litoměřice). Rozloha území činí přibližně 5000 km².[zdroj?]
Jedná se převážně o polní, intenzivně zemědělsky využívanou krajinu s pěstováním teplomilných plodin. Lesy se vyskytují jen sporadicky, převážně borové, dubové a zbytky lužních.[zdroj?]

## Institucionální pojetí
Název Polabí je využit také pro označení regionálních výrobků z této oblasti v rámci Asociace regionálních značek: značku "POLABÍ regionální produkt" mohou získat výrobky pocházející právě z této oblasti. Území působnosti této značky je vymezeno přesně, ačkoli přesně neodpovídá výše uvedenému obecnému vymezení (leží jen ve Středočeském kraji, a tak do něj nespadá okolí Litoměřic, Pardubic, Hradce Králové a Jaroměře, a naopak v některých místech zasahuje mimo Polabskou nížinu, například v okolí Kouřimi nebo Mladé Boleslavi).

## Města a obce (nad tisíc obyvatel) ležící v Polabí
- Brandýs nad Labem-Stará Boleslav
- Cítov
- Cerhenice
- Čelákovice
- Hradec Králové
- Chvaletice
- Kolín
- Jaroměř
- Křinec
- Litoměřice
- Loučeň
- Lovosice
- Lysá nad Labem
- Mělník
- Městec Králové
- Milovice
- Nechanice
- Neratovice
- Nový Bydžov
- Nymburk
- Pardubice
- Poděbrady
- Přelouč
- Přerov nad Labem
- Roudnice nad Labem
- Sadská
- Sezemice
- Štětí
- Velký Osek
- Chlumec nad Cidlinou